# Filip Renč
Filip Renč (* 17. srpna 1965 Praha) je český režisér, scenárista a herec.

## Život
Filip Renč je synem spisovatele a režiséra Ivana Renče a vnukem básníka Václava Renče. Jeho sestra Veronika Renčová, hrála v s Janem Werichem v seriálu Pan Tau. Již od svých pěti let se objevoval jako herec v dětských filmech Družina černého pera, Nechci nic slyšet, Julek (1980), Levé křídlo (1983), v dospělosti se objevil např. v malých rolích (cameo) ve filmech Jana Svěráka Kolja, Vratné lahve a Tmavomodrý svět nebo v pohádce Nesmrtelná teta.
Vystudoval dokumentární tvorbu na Filmové a televizní fakultě Akademie múzických umění v Praze (FAMU).
V prezidentských volbách 2013 veřejně podporoval Miloše Zemana, od kterého dne 28. října 2014 získal medaili Za zásluhy I. stupně. Nicméně 30. července 2019 v pořadu Prostor X Miloše Zemana zkritizoval a své názory přehodnotil. Naopak podpořil demonstrace spolku Milion chvilek pro demokracii.

## Dílo
Ještě jako student 3. ročníku katedry dokumentární tvorby natočil v roce 1991 ve Filmovém studiu Zlín svůj slavný debut Requiem pro panenku. Dále natočil šest celovečerních filmů, na jejichž scénářích často spolupracuje se Zdeňkem Zelenkou (Requiem pro panenku, Válka barev, Rebelové, Hlídač č. 47). Pro televizi natočil dokumentární rekonstrukci událostí 17. listopadu 1989 Polojasno, trojdílný film Vetřelci a lovci a třináctidílný seriál Sanitka 2, který je pokračováním Sanitky z roku 1984.
V roce 2016 byl uveden jeho film Lída Baarová, v roce 2018 film Zoufalé ženy dělají zoufalé věci a v roce 2021 televizní seriál Hlava Medúzy.
Věnoval se také režii reklamních spotů a videoklipů, např. k písni Medvídek skupiny Lucie nebo Láska je láska Lucie Bílé. Kontroverzní reakce vyvolaly jeho spoty pro kampaň Ministerstva dopravy Nemyslíš – zaplatíš.
Činný je i jako divadelní (muzikálový) režisér. Režíroval muzikály Kleopatra (2002) a Andílci za školou (2012) Michala Davida, Golem (2006) Karla Svobody , Baron Prášil (2010) a jevištní verzi svého filmového muzikálu Rebelové (2003).

## Filmografie
Výběr z filmografie:

### Režie
- 1989 Běžec (televizní film)
- 1991 Requiem pro panenku
- 1995 Válka barev
- 1999 Polojasno (dokumentární rekonstrukce)
- 2001 Rebelové
- 2005 Román pro ženy
- 2007 Na vlastní nebezpečí
- 2008 Hlídač č. 47
- 2008 Golem (divadelní záznam)
- 2012 Vetřelci a lovci (televizní triptych)
- 2013 Sanitka 2 (televizní seriál)
- 2013 Sebemilenec (televizní film)
- 2016 Lída Baarová
- 2018 Zoufalé ženy dělají zoufalé věci
- 2021 Hlava Medúzy (televizní seriál)

### Scénář
- 1989 Běžec
- 1991 Requiem pro panenku
- 1993 Válka barev
- 2001 Rebelové
- 2008 Golem (divadelní záznam)
- 2008 Hlídač č. 47
- 2013 Sebemilenec (televizní film)